# ネーレウス (無人潜水機)
ネーレウス（英語：Nereus）はウッズホール海洋研究所(WHOI)によって建造されたハイブリッド式の無人潜水機である。世界最深のチャレンジャー海淵の調査が出来るように設計され、最大深度11,000 m (36,000 ft)での研究に運用されるように出来ている。
ネーレウスの名前は、全米の高校生と大学生から募集されたギリシャの海の巨人であるネーレウス(上半身は人で魚の尾を持つ)に因み、2009年5月からチャレンジャー海淵の深海調査を開始し、2009年5月31日に海底に到達した。この潜水でネーレウスは深度35,768 ft (10,902 m)に到達した。
2014年5月10日にニュージーランドのケルマデック海溝の水深9,900 m (32,500 ft)の深海探査中に水圧により大破してロストした。通信は午後2時頃に途絶して、残骸の調査から高圧で圧壊した事が明らかになった。

## ハイブリッド設計
ハイブリッド式の遠隔操作無人潜水機とは、無索または船上の操縦者から細い光ファイバーによる有索での運用のどちらでもできる事を意味し、これにより深海でも高度な運用が可能になる。芯線の周囲を樹脂で被覆された光ファイバー線の直径は、毛髪と同じくらいの直径で4kgまでの張力しか耐えられない。およそ40 km (25 mi)のケーブルを、母船上と潜水機本体のそれぞれに備えられた2個の缶コーヒー大の小型の容器に入れて運び、降下に伴い繰り出す。この細い線は従来の索より小さく、軽量で廉価である。
ネーレウスの重量は空気中でおよそ3㌧で全長約4.25m、幅2.3mである。深海の高圧下で作動するように慎重に試験された4000個以上のリチウムイオン電池から電力を供給される。浮力材として一般的な潜水艇に使用されている遥かに重いシンタクチックフォームではなく、正確に設計されたセラミック球を使用する。機体の上部に2個あるそれぞれの船殻には、高圧下で使えるように特別に設計されたおよそ700から800個の9cmの中空の球が満たされる。セラミックは同様に従来はチタン製だった耐圧殻にも使用される。シンタクチックフォームも一部で使用される。限られた容量の充電池からの電力で作動する高効率で軽量のロボットマニピュレータを試料採取の為に備えており、高圧下でも油圧で運用できる。有索の代わりにネーレウスは自由航行モードに切り替えて海洋底の測量を目的とした自律型無人潜水機としても運用可能である。
機体の設計において設計チームはこれまでに開発された自律型無人潜水機(AUV)と有索式ロボット(ROV)の経験を活用し、広大な海洋底を調査する為にあたかも航空機のように飛ぶだけでなく小さな領域に留まって実験したり岩石や海洋生物試料の採取を可能とする遠隔操作型無人潜水機(ROV)に容易に転換できるハイブリッド機に仕立てた。

## 最深部への潜水

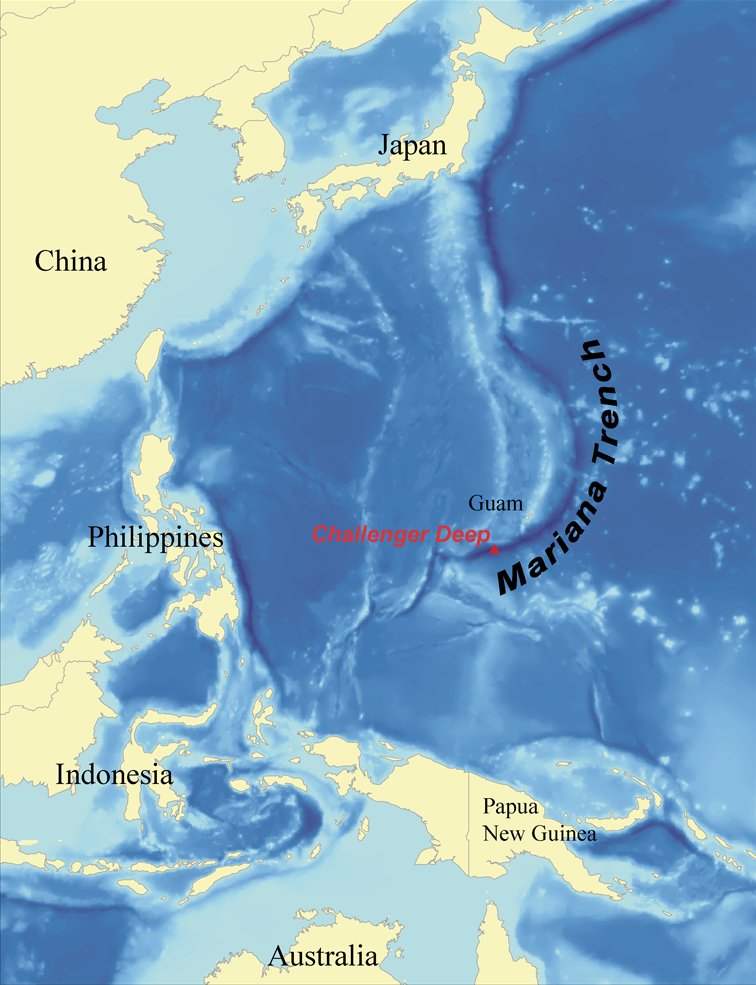
マリアナ海溝のチャレンジャー海淵

西太平洋のグァム島の近くにあるマリアナ海溝のチャレンジャー海淵には、世界最深の海洋底（地球の最深部）として知られる場所がある。
2009年5月31日にネーレウスは1998年以来進めてきたマリアナ海溝の調査において、初めて深度10,902mに到達し、ネーレウスは当時運用中の世界最深まで潜水可能な深海探査機になった。この潜水を達成する為に大気圧の1000倍以上の気圧に機体は耐えなければならなかった。
10時間以上、海溝上に留まり、実時間映像を母船に送信した。
ネーレウスは太平洋のチャレンジャー海淵の海底に到達した世界で4番目の潜水艇である。1回目は1960年1月23日に、アメリカ海軍中尉で海洋学者のドン・ウォルシュとスイスの技術者であるジャック・ピカールの二人を乗せて到達した有人潜水艇バチスカーフトリエステである。2回目は1995年3月24日に、日本の海洋探査機かいこうが無人潜水機として初めて到達した。3回目は2008年6月3日に、日本のABISMOが海底に到達した。ネーレウスは同じ場所を目指し、2009年5月31日に海底に到達した。2012年3月26日にジェームズ・キャメロンがディープシーチャレンジャーでこの海底に到達した。
海底でネーレウスは液体と岩石の標本を採取した。この共同探査の副主任科学者で、ハワイ大学教授のパトリシア・フライヤー（Patricia Fryer）は、資料に関して以下のように述べている。
"私達は、海溝周辺の沈み込みの全ての関係が海洋全体における化学変化や、海洋と大気の相互作用と気候変動のような事象への潜在的な影響がもたらされるか知りたい。"

## 今後の計画
マリアナ海溝は、その海域で世界の火山噴火と地震の大半が起こる、全長25000マイルにも及ぶ馬蹄状の環太平洋火山帯の一部である。ここは2つのプレートの境界であり、太平洋プレートがマリアナプレートの下へ沈み込んでいる。ネーレウスの探査によりプレートテクトニクスに関する新たな知見が得られることが期待される。
実質的なネーレウスの開発者であるウッズホール海洋研究所のアンディー・ボーウェン（Andy Bowen）は、"海溝は実質的には未踏で、私はネーレウスが新しい発見をもたらすと確信している。私はそれが海洋探査の新しい時代の始まりを記す事を信じている。"と述べた。彼はネーレウスはこのような極限的な深海潜水において"技術的挑戦の最高峰"に到達したと記述した。

## 喪失
2014年5月10日（現地時間）午後2時頃、ネーレウスはニュージーランド北西のケルマデック海溝の水深9,900 m (32,500 ft)の深海探査中に16,000 psi (110 MPa)の高水圧によって圧壊したと信じられる。
圧壊の原因は、浮力材として使用されている中空のセラミック球の一つが深海の高圧化で圧壊し、その衝撃波が伝播して隣接するセラミック球が連鎖的に圧壊したと推定される。高圧化での爆縮で生じた衝撃波が連鎖して破壊に至る類似の現象は、2001年11月にスーパーカミオカンデの光電子増倍管の破損時にも発生している。浮力材としてシンタクチックフォームを使用している潜水機では有人式・無人式を問わず、このような浮力材を原因とする事故の事例は報告されていない。ウッズホール海洋研究所の深海探査機の喪失は2010年3月にチリの沿岸でABEが失われた事例がある。
ネーレウスは、ウッズホール海洋研究所の生物学者で同様に機体の開発にも関わった主任科学者のティモシー・シャンク（Timothy Shank）の下でアメリカ国立科学財団が後援するHadal Ecosystems Study (HADES)計画の一環として海溝の最初の系統的な調査を完了するために派遣された。
研究船であるトーマス G.トンプソン（Thomas G. Thompson）から制御されたネーレウスは、40日の派遣期間の30日目に、9時間の潜水予定のところ、およそ7時間で失われた。既定の緊急回収手段の失敗時にチームは潜航海域付近で捜索を開始した。圧壊したネーレウスの一部であると識別された残骸の複数の破片が海上で見つかった。乗組員達は確認して事故の状況に関するより多くの情報を得るために破片を回収した。これにもかかわらず、ウッズホール海洋研究所の研究監督のラリー・マディン（Larry Madin）は、「WHOIは海洋探査のための水中調査機を開発、製造、運用し続けるであろう」と述べた。